# NGC 3918
NGC 3918 je planetna maglica u zviježđu Centauru. 
Prepoznatljiva je po emisiji svojstvene plave svjetlosti. U središtu je bijeli patuljak magnitude 15,7 koji emitira intenzivno ultraljubičasto zračenje zbog čega maglica fluorescira. Bijeli patuljak ostatak je crvenog diva.

## Vanjske poveznice
- (eng.) SEDS: NGC 3918
- (eng.) Revidirani Novi opći katalog
- (eng.) Izvangalaktička baza podataka NASA-e i IPAC-a
- (eng.) Astronomska baza podataka SIMBAD
- (eng.) VizieR